# Моусон-Пік
Моусон-Пік (англ. Mawson Peak) — активний стратовулкан на острові Герд, архіпелагу Острів Герд і острови Макдональд, який є зовнішньою територією Австралії у Південному океані.

## Загальні відомості
Висота вулкана становить 2745 м (близько 9006 футів) і є вищою за гору Костюшко (2228 м) на Австралійському материку, але нижчою за гору Мак-Клінтока (3490 м), яка знаходиться у хребті Британія на Австралійській антарктичній території. Пік Моусон є найвищою точкою вулканічного активного масиву Біг-Бен.
Свою назву вулкан отримав у 1948 році на честь австралійського геолога, дослідника Антарктики Дугласа Моусона, який відвідав острів у 1929 році під час однієї зі своїх експедицій.